# Fairfield (Île-du-Prince-Édouard)
Fairfield est une communauté du Canada située dans le comté de Kings, sur l'Île-du-Prince-Édouard. Elle se trouve au nord-est de Souris.